# Digging Up the Marrow
Digging Up the Marrow (mesmo título no Brasil e em Portugal) é um filme norte-americano de 2014, dos gêneros
comédia dramática, terror fantástico, suspense e biografia, escrito e dirigido por Adam Green. É estrelado pelo próprio Green e alguns funcionários de sua produtora cinematográfica, interpretando versões fictícias de si mesmos, e por Ray Wise, no papel de um homem que contata o cineasta e tenta convencê-lo de que os monstros realmente existem.
A produção assume um formato de mocumentário e também incorpora parcialmente a técnica do found footage. As filmagens começaram em 2010 e progrediram lentamente ao longo dos quatro anos seguintes. O longa-metragem foi exibido pela primeira vez em agosto de 2014 no festival de cinema FrightFest no Reino Unido e o lançamento nos Estados Unidos, em cinemas limitados e plataformas digitais, ocorreu em fevereiro de 2015. Recebeu avaliações mistas da crítica especializada.

## Enredo
O cineasta Adam Green é contatado por William Dekker, um detetive aposentado que afirma ter provas da existência de monstros. Apesar do ceticismo de sua equipe, Green decide filmar um documentário sobre Dekker e seus esforços para expor o "Marrow", o lar subterrâneo dos monstros cuja entrada seria um buraco cavado num cemitério florestal. Dekker diz ter visto muitos monstros e identificado alguns por meio de desenhos. Ele menciona ter um filho, mas desvia do assunto. Green e seu cinegrafista Will Barratt esperam na entrada do Marrow. Na primeira noite, eles não veem nada, mas Dekker insiste que as criaturas estão lá.
Na noite seguinte, é capturada a filmagem de um suposto monstro. Eles fazem um arranjo de cinco câmeras e luz para capturar imagens na ausência do cinegrafista. Uma das câmeras desaparece, as outras capturam monstros e revelam que Dekker os visita com frequência. Green descobre que Dekker já havia abordado outros diretores de Hollywood e que não há registros dele no departamento de polícia de Boston. Green tenta reunir mais imagens para confirmar a farsa ou veracidade da história.
À noite, Green e Barratt aproximam-se do Marrow, são surpreendidos por Dekker e as criaturas os atacam violentamente. Eles escapam e vão para a casa de Dekker, que desaparece na manhã seguinte. Revela-se uma sala com correntes quebradas, sugerindo que algum monstro, o qual Dekker supostamente acreditava ser seu filho, esteve preso lá. O filme termina com imagens da câmera perdida mostrando um monstro que mantém Dekker preso numa jaula e ataca Green enquanto este dorme.

## Elenco
Este é o elenco principal do filme:
- Ray Wise — William Dekker
- Adam Green — Ele mesmo
- Will Barratt — Ele mesmo
- Josh Ethier — Ele mesmo/Vance/Little Bigfoot
- Rileah Vanderbilt — Ela mesma
- Kane Hodder — Ele mesmo
- Sarah Elbert — Ela mesma
- Tom Holland — Ele mesmo
- Mick Garris — Ele mesmo
- Alex Pardee — Ele mesmo
- James McCarthy — Sgt. Sean Ross
- Nic Henley — Harlequin
- Caitlin Brisbin — Tomstone
- Robert Pendergraft — Shadow
- Dave Brockie — Oderus Urungus
- Jeremy Saffer — Fotógrafo
- Mathew Waters — Guarda florestal

Também há pequenas participações especiais de Tony Todd, Don Coscarelli, Lloyd Kaufman, Steve Agee, Joe Lynch, Laura Ortiz, Corri English, Evan Dickson e Steven Barton, que aparecem como eles mesmos em sequências de entrevistas.

## Produção

### Roteiro e elenco
O conceito inicial do filme surgiu a partir de uma carta que o artista visual Alex Pardee, um fã de Adam Green, enviou ao cineasta. Em seu texto, Pardee usava da criatividade para contar o que seria a verdadeira história de um personagem criado por Green, Victor Crowley, da franquia Hatchet. Green ficou impressionado com a correspondência e queria entrevistar o autor, mas não conseguiu apoio dos demais integrantes de sua equipe de filmagem, pois havia o receio de que o fã reagisse negativamente à proposta. O projeto se concretizou ainda mais quando Green finalmente conheceu Pardee em uma convenção. Pardee compartilhou um história de sua própria autoria, intitulada Digging Up the Marrow, na qual um artista é contratado para pintar monstros supostamente reais. Green, então, combinou as duas ideias.
Ao escrever o roteiro, Green queria ter certeza de que as piadas internas não afetariam o prazer do público em geral não familiarizado com seu trabalho. Ele disse que piadas desse tipo foram adicionadas como bônus para os fãs que os notaram. Escolher o intérprete de Dekker não foi uma tarefa fácil para os cineastas, pois eles não tinham certeza se deveriam usar um ator desconhecido ou famoso. No final das contas, eles decidiram que seria muito perturbador para o público ser repentinamente retirado do filme quando monstros reais fossem apresentados. Como resultado, Ray Wise foi escalado para que ficasse óbvio desde o início que o filme não era uma tentativa de embuste. Embora a escolha de Wise tenha sido inicialmente controverso entre as pessoas a quem Green mostrou um workprint, elas concordaram com seu ponto de vista quando ele explicou o raciocínio. Quanto a interpretar a si mesmo, Green afirmou que isso fundamentaria o filme e faria os eventos parecerem mais reais.

### Filmagens e efeitos
A produção começou em 2010 e progrediu lentamente nos quatro anos seguintes, sempre que Green tinha tempo livre entre os projetos. O diretor sofreu dois grandes contratempos durante as filmagens e levaram-no a questionar o projeto: a morte de seu amigo Dave Brockie e seu divórcio de Rileah Vanderbilt. Ele tentou remover as cenas de Brockie e Vanderbilt, mas em ambos os casos foi convencido a não fazê-lo. Para manter a discrição, Green anunciou que estava fazendo um documentário de arte. Ele disse isso porque acreditava que a única maneira de o longa funcionar seria se não fosse sensacionalista, e ele sabia que o filme atrairia a atenção indesejada se seu verdadeiro assunto vazasse. As entrevistas de abertura foram improvisadas, mas todo o restante foi roteirizado. Os atores não receberam um roteiro completo e tiveram que trabalhar apenas com suas próprias falas. Barratt foi o único a ler o roteiro inteiro. O cineasta afirmou que, apesar de algumas críticas elogiarem o filme como uma "produção de guerrilha", na realidade houve um considerável orçamento para as filmagens, apenas a equipe esforçou-se para que parecesse não haver.
Os efeitos foram em maioria práticos. O escultor Greg Aronowitz trabalhou com os designs de Pardee, que foi contratado como supervisor. Robert Pendergraft criou os efeitos de maquiagem, construiu e operou as criaturas. Green sabia que deveria mostrar monstros no filme, porém, a equipe teve dificuldade em providenciar criaturas animatrônicas funcionais, dado o surrealismo dos designs de Pardee. Segundo Green, não houve problemas de ego durante o processo, de modo que Pardee e Aronowitz continuaram colaborando desde então. Cada monstro projetado inspirava a criação de diferentes monstros. Grenn queria usar designs únicos, em vez de seguir modelos conhecidos. De acordo com ele, o filme só foi possível como uma produção independente, pois os estúdios não estavam interessados em designs originais.

## Lançamento
Um corte inicial de Digging Up the Marrow foi exibido em 2013 no festival Butt-Numb-A-Thon em Austin, Texas. Em 23 de agosto de 2014, o filme estreou no festival FrightFest em Londres. Em outubro do mesmo ano, a Image Entertainment comprou os direitos de distribuição. Em 20 de fevereiro de 2015 houve o lançamento em VOD e Green saiu numa turnê de distribuição do filme. Sobre essa estratégia, ele comentou ser impossível conseguir um acordo justo com plataformas como Netflix e Hulu sem um grande distribuidor. A fim de evitar os maus negócios e problemas com distribuidores que alegam não obter retorno financeiro, Green e sua equipe decidiram cuidar de tudo sozinhos. Uma versão contendo entre 25 e 30 minutos de sequências adicionais foi disponibilizada em DVD e Blu-ray em 24 de março de 2015.

## Recepção
O agregador de críticas Rotten Tomatoes indica que 60% de 20 críticos especializados avaliaram o filme positivamente; a classificação média é 5,7 de 10. O Metacritic o avaliou com uma pontuação de 45 em 100 com base em oito críticas. A equipe editorial do The Hollywood Reporter descreveu o longa como "um exercício divertidamente auto-reflexivo cujas intermináveis piadas internas serão apreciadas apenas pelos mais ardorosos aficionados do gênero". Maitland McDonagh, do Film Journal International, escreveu: "Uma meta-variação de Nightbreed de Clive Barker, Digging Up the Marrow aborda todas as mesmas questões — o que faz um monstro, se são bons ou maus, et al. — com consideravelmente menos graça e inteligência". Michael Rechtshaffen, do Los Angeles Times, considerou-o "mais entorpecente do que arrepiante".
Em publicação no The Village Voice, Nick Schager escreveu que o filme, apesar de zombar das produções found footage, torna-se "a [mesma] coisa monótona e clichê que ele zomba". Ignatiy Vishnevetsky, do The A.V. Club, classificou-o com um B- e o descreveu como "mais brincalhão do que genuinamente assustador", comentando que a obra não fez jus ao potencial que tinha. Ken W. Hanley, da Fangoria, avaliou o longa com 2,5 estrelas em quatro e opinou que a ambição do filme é seu maior trunfo e ruína. Simon Abrams, do RogerEbert.com, atribuiu 1,5 estrelas em quatro e escreveu: Digging up the Marrow é uma ideia decente, mas além de alguns efeitos divertidos de criatura e uma atuação surpreendentemente fundamentada do ator Ray Wise, o filme não passa disso". Wes Greene, da Slant Magazine, classificou-o com duas estrelas em quatro e comentou que "no final das contas, se torna a história de terror desgastada que Green pretende derrubar com bastante sarcasmo autoconsciente".
Matt Donato, do We Got This Covered, avaliou-o com 3,5 de cinco estrelas e o considerou "um filme de monstro tenso, confiante e maravilhosamente aterrorizante que transforma a arte de Alex Pardee em horrores vibrantes e atraentes". Em crítica no The Dissolve, Mike D'Angelo atribuiu-lhe três de cinco estrelas e o descreveu como "mais comédia afetuosa do que filme de terror, apesar de um terceiro ato que apresenta alguns momentos tensos e criaturas hostis". Patrick Cooper, do Bloody Disgusting, classificou-o com duas de cinco estrelas, dizendo que "pode ser muito divertido em alguns momentos, mas no geral [...] é uma viagem cansativa e exasperantemente auto-engrandecedora". Scott Hallam, do Dread Central, avaliou-o com quatro de cinco estrelas e ressaltou que "Não é uma experiência cinematográfica extremamente inteligente e única, mas também dá aos fãs de Green exatamente o que eles querem: mais Adam Green". Patrick Bromley, do Daily Dead, atribuiu-lhe com quatro de cinco estrelas e escreveu: "Digging Up the Marrow não é apenas um filme de terror fantástico; é um filme sobre por que somos atraídos por filmes de terror".